# Reine Astrid (schip, 1958)
De pakketboot Reine Astrid (Koningin Astrid) was een Belgische mailboot die de dienst uitmaakte van de lijn Oostende-Dover. Het schip werd genoemd naar de eertijds verongelukte Belgische koningin te Küssnacht am Rigi in Zwitserland. Koningin Astrid van België was de echtgenote van Koning Leopold III van België. Zij stierf aan de opgelopen verwondingen na een auto-ongeval nabij het meer van Küssnacht in Zwitserland op 29 augustus 1935. Vandaar ook dat het schip naar haar werd vernoemd ter nagedachtenis.
De Reine Astrid werd in 1958 gebouwd door de Boelwerf N.V. in Temse, bouwnummer 785. Het schip is 108,50 m lang en 14,20 m breed en ontwikkelt een uursnelheid van 23,5 knopen. IMO nummer 5292452. De Roi Léopold III en de Reine Astrid hebben nog tot de jaren 80 de overzetdienst uitgemaakt.
In 1981 werd het schip opgelegd en in 1983 omgebouwd tot Jetfoilterminal door Koninklijke Maatschappij De Schelde, Vlissingen. In gebruik genomen in Dover, western docks. In mei 1994 als Jetfoil terminal in Ramsgate.
Op 1 april 1997 werd ze verkocht aan Tracomax Shipping S.L., La Coruña, Spanje, voor de sloop. Per 6 juni 1997 vertrokken van Ramsgate naar La Coruña Spanje en daar gesloopt.